# Rifugio Pordenone
Il rifugio Pordenone sorge a 1.249 m alla confluenza tra la val Montanaia e la val Meluzzo sul promontorio boscoso alle pendici di cima Meluzzo, nel gruppo degli Spalti di Toro-Monfalconi.

## Storia
I lavori per la costruzione del vecchio rifugio cominciarono nel 1929, e il rifugio venne inaugurato il 25 maggio 1930. La crescente frequentazione rese però inadeguata la piccola capanna di tronchi d'albero, perciò la sezione del CAI di Pordenone decise di costruirne uno nuovo in muratura che venne inaugurato l'8 ottobre 1961. Venne effettuato un successivo ampliamento tra il 1971 e il 1972.

## Caratteristiche ed informazioni
L'edificio è realizzato in muratura e legno su due piani per 20 vani complessivi. È di proprietà del CAI di Pordenone ed è aperto in genere nella stagione estiva dal 15 giugno al 30 settembre

## Accessi
Da Cimolais (651 m) si risale l'omonima valle con la carrozzabile, sempre costeggiando il torrente Cimoliana. Dopo 13 km si giunge al Pian Meluzzo; al bivio per la val Meluzzo si parcheggia l'auto e si prosegue a sinistra. Dopo alcuni tornanti si raggiunge il sentiero che in 10 min. porta al rifugio.

## Ascensioni
- Cima Monfalcon di Montanaia 2.548 m
- Cima Both 2.473 m
- Croda Cimoliana 2.408 m
- Cima Montanaia 2.267 m
- Cima Meluzzo 2.188 m
- Campanile di Val Montanaia 2.173 m